# Desa Palasari (administrativ by i Indonesien, lat -6,66, long 106,79)
Desa Palasari är en administrativ by i Indonesien.   Den ligger i provinsen Jawa Barat, i den västra delen av landet, 50 km söder om huvudstaden Jakarta.